# 정열의 스텝
정열의 스텝(Stepping Out)은 미국에서 제작된 루이스 길버트 감독의 1991년 뮤지컬 영화이다. 로빈 스티밴 등이 주연으로 출연하였고 루이스 길버트 등이 제작에 참여하였다.

## 출연

### 주연
- 로빈 스티밴
- 제인 크라코스키

### 조연
- 빌 어윈
- 엘렌 그린
- 쉘리아 맥카시
- 안드리아 마틴
- 줄리 월터스
- 캐롤 우즈
- 라이자 미넬리
- 쉘리 윈터스
- 루크 릴리
- 노라 던
- 유진 로버트 글레이저
- 게자 코박스
- 마이클 드 사델리어
- 딘 맥더못
- 찰스 헤이터
- 하워드 코치
- 브라이언 레너드
- 릴리 프랭크스
- 캔디 제닝스

## 제작진
- 원작자: 리처드 해리스
- 공동제작: 존 다크
- 미술: 피터 멀린스
- 세트: 스티브 쉐척
- 배역: 로스 클라이스데일